# Blue Hill (Maine)
Blue Hill es un pueblo ubicado en el condado de Hancock en el estado estadounidense de Maine. En el Censo de 2010 tenía una población de 2.686 habitantes y una densidad poblacional de 11,98 personas por km².

## Geografía
Blue Hill se encuentra ubicado en las coordenadas 44°23′59″N 68°32′2″O / 44.39972, -68.53389. Según la Oficina del Censo de los Estados Unidos, Blue Hill tiene una superficie total de 224.2 km², de la cual 161.82 km² corresponden a tierra firme y (27.82%) 62.38 km² es agua.

## Demografía
Según el censo de 2010, había 2.686 personas residiendo en Blue Hill. La densidad de población era de 11,98 hab./km². De los 2.686 habitantes, Blue Hill estaba compuesto por el 97.32% blancos, el 0.37% eran afroamericanos, el 0.41% eran amerindios, el 1.08% eran asiáticos, el 0% eran isleños del Pacífico, el 0.15% eran de otras razas y el 0.67% pertenecían a dos o más razas. Del total de la población el 0.78% eran hispanos o latinos de cualquier raza.